# Маунтмеллик
Маунтмеллик (англ. Mountmellick; ирл. Móinteach Mílic (Моньтях-Миликь), «граничащее с рекой болото») — (малый) город в Ирландии, находится в графстве Лиишь (провинция Ленстер).
Местная железнодорожная станция была открыта 2 марта 1885 года, закрыта для пассажиров 27 января 1947 года и окончательно закрыта 1 января 1963 года.

## Демография
Население — 4069 человек (по переписи 2006 года). В 2002 году население составляло 3361 человек. При этом, население внутри городской черты (legal area) было 2872, население пригородов (environs) — 1197.
Данные переписи 2006 года:
| Общие демографические показатели |               |                               |                               |      |      |
| Всё население                    | Всё население | Изменения населения 2002—2006 | Изменения населения 2002—2006 | 2006 | 2006 |
| 2002                             | 2006          | чел.                          | %                             | муж. | жен. |
| 3361                             | 4069          | 708                           | 21,1                          | 2038 | 2031 |

В нижеприводимых таблицах сумма всех ответов (столбец «сумма»), как правило, меньше общего населения населённого пункта (столбец «2006»).
| Религия (Тема 2 — 5 : Число людей по религиям, 2006) |             |                |             |            |       |      |
| Католики, чел.                                       | Католики, % | Другая религия | Без религии | не указано | сумма | 2006 |
| 3705                                                 | 91,1        | 223            | 68          | 73         | 4069  | 4069 |

| Этно-расовый состав (Этничность. Тема 2 — 3 : Постоянное население по этническому или культурному происхождению, 2006) |            |              |       |        |        |            |       |       |
| Белые ирландцы | Лухт-шулта | Другие белые | Негры | Азиаты | Другие | Не указано | сумма | 2006  |
| 3605 | 68         | 208          | 31    | 21     | 35     | 87         | 4055  | 4069  |
| Доля от всех отвечавших на вопрос, %                                                                                   |            |              |       |        |        |            |       |       |
| 88,9 | 1,7        | 5,1          | 0,8   | 0,5    | 0,9    | 2,1        | 100   | 99,71 |

1 — доля отвечавших на вопрос о языке от всего населения.
| Владение ирландским языком (Тема 3 — 1 : Число людей от 3 лет и старше по способности говорить по-ирландски, 2006) |      |            |       |       |
| Владеете ли Вы ирландским языком?                                                                                  |      |            |       |       |
| Да | Нет  | Не указано | сумма | 2006  |
| 1420 | 2330 | 103        | 3853  | 4069  |
| Доля от всех отвечавших на вопрос о языке, %                                                                       |      |            |       |       |
| 36,9 | 60,5 | 2,7        | 100   | 94,71 |

1 — доля отвечавших на вопрос о языке от всего населения.
| Использование ирландского языка (Тема 3 — 2 : Говорящие по-ирландски от 3 лет и старше по частоте использования ирландского языка, 2006) |                                                            |                                               |                                               |                                               |                                               |                                               |       |                                     |      |
| Как часто и где Вы говорите по-ирландски?                                                                                                |                                                            |                                               |                                               |                                               |                                               |                                               |       |                                     |      |
| ежедневно, только в образовательных учреждениях                                                                                          | ежедневно, как в образовательных учреждениях, так и вне их | в других местах (вне образовательной системы) | в других местах (вне образовательной системы) | в других местах (вне образовательной системы) | в других местах (вне образовательной системы) | в других местах (вне образовательной системы) | сумма | всего, отвечавших на вопрос о языке | 2006 |
| ежедневно, только в образовательных учреждениях                                                                                          | ежедневно, как в образовательных учреждениях, так и вне их | ежедневно                                     | каждую неделю                                 | реже                                          | никогда                                       | не указано                                    | сумма | всего, отвечавших на вопрос о языке | 2006 |
| 395 | 23                                                         | 26                                            | 99                                            | 526                                           | 316                                           | 35                                            | 1420  | 3853                                | 4069 |
| Доля от всех отвечавших на вопрос о языке, %                                                                                             |                                                            |                                               |                                               |                                               |                                               |                                               |       |                                     |      |
| 10,3 | 0,6                                                        | 0,7                                           | 2,6                                           | 13,7                                          | 8,2                                           | 0,9                                           | 36,9  | 100                                 |      |

| Типы частных жилищ (Тема 6 — 1(a) : Число частных домовладений по типу размещения, 2006) |          |         |                 |            |       |      |
| Отдельный дом                                                                            | Квартира | Комната | Переносные дома | не указано | сумма | 2006 |
| 1284                                                                                     | 66       | 6       | 3               | 46         | 1405  | 4069 |